# Courant électrique
Pour les articles homonymes, voir Courant.
Un courant électrique est un mouvement d'ensemble de porteurs de charges électriques, généralement des électrons, au sein d'un matériau conducteur. Ces déplacements sont imposés par l'action de la force électromagnétique, dont l'interaction avec la matière est le fondement de l'électricité.

## Généralités
On doit au physicien français André-Marie Ampère la distinction entre courant et tension électriques. Au début de l'étude de la conduction de l'électricité, les scientifiques ont pensé que les particules qui se déplaçaient dans les métaux étaient chargées positivement et ont défini en conséquence un sens conventionnel du courant comme étant le sens de déplacement des charges positives. Plus tard, on a mis en évidence que ce sont très majoritairement les électrons, particules chargées négativement, qui se déplacent dans les métaux et qui permettent la circulation des courants électriques.
En effet, dans un conducteur métallique, les particules chargées et mobiles sont des électrons, peu liés aux atomes, auxquels ils appartiennent (on dit que ces électrons se trouvent dans la bande de conduction). On peut considérer qu'ils se déplacent facilement dans le matériau métallique. Lorsqu'une différence de potentiel est appliquée aux extrémités du conducteur, elle provoque le déplacement de ces électrons, ce que l'on appelle courant électrique. Le réseau des atomes contient des ions positifs : les atomes qui ont perdu un ou plusieurs électrons. Mais ces derniers, prisonniers du réseau par les liaisons métalliques, sont quasiment immobiles et ne participent que de manière infime à la circulation du courant.
En revanche, dans les électrolytes, solutions contenant simultanément des ions chargés positivement et des ions chargés négativement, toutes les particules chargées participent à la circulation du courant. Les charges positives circulent dans le sens conventionnel et les charges négatives dans l'autre sens.
Les matériaux qui possèdent beaucoup de porteurs de charge libres et qui sont donc facilement traversés par un courant électrique sont dits conducteurs, ceux qui n'en possèdent pas ou très peu sont dits isolants ou diélectriques.
Par exemple : l'air est un excellent isolant, mais au-delà d'un certain seuil, lorsque le champ électrique est trop grand, les électrons sont arrachés aux atomes, et ces derniers deviennent des particules ionisées ou ions. L'air se transforme ainsi localement en un plasma. Le plasma étant un conducteur parfait, il laisse passer le courant électrique : de l'éclair à l'étincelle.
Certains dispositifs peuvent laisser passer le courant électrique dans un sens, mais pas dans l'autre. C'est le cas des diodes. Celles-ci sont réalisées soit avec des jonctions de semi-conducteurs dopés différemment (jonction P-N ou jonction métal semi-conducteur), soit avec des tubes à vide.
Courant elec WP

## Mises en œuvre
La circulation des courants électriques nécessite des milieux conducteurs.
Presque tous les circuits électriques sont constitués de métaux. Ces derniers sont souvent isolés de l’extérieur par un matériau non conducteur.
Ce sont les diverses contraintes économiques et technologiques qui induisent le choix des métaux que l’on va mettre en œuvre. Par exemple l’or peut être utilisé pour quelques connexions dans certains circuits mais pour les très grandes distances (comme les lignes à très haute tension) c’est généralement des conducteurs comportant essentiellement de l’aluminium.

## Utilisation
Pour certains spécialistes, le courant électrique n’est qu’un vecteur d’énergie qui permet de transmettre de la puissance issue d’un ou plusieurs générateurs aux divers utilisateurs.
Dès le premier quart du XIXe siècle, la propagation de l'influx électrique a été très rapidement utilisée comme un vecteur énergétique . 
Le fait qu’un signal est le plus souvent de l’énergie modulée selon un certain code entraine que la transmission des signaux peut également être incluse dans la transmission d’énergie. 
Néanmoins les contraintes sont très différentes car pour transmettre des puissances importantes l’Effet Joule doit être pris en compte par le choix des sections et des matériaux mais pour les fréquences très élevées, l’effet de peau est  un problème supplémentaire qui doit être pris en compte. La distance de transmission est également une donnée à prendre en compte de même que le coût global de la ligne.
Les circuits électriques ont donc servi aux transmissions d'informations, depuis le simple télégraphe, jusqu'aux systèmes modernes de traitement et d'échange d'informations (ordinateur, informatique). Dans ce cas, une ou plusieurs caractéristiques du courant électrique sont contrôlées et modulées par l'émetteur de l'information pour construire un signal électrique. Dans le cas du télégraphe, les seules présence et absence (suivant un rythme codé) du courant électrique transmettaient l'information.
Selon la forme de l’énergie transmise, les contraintes sur le circuit ne sont pas les mêmes. La transmission d’information a nécessité au cours du temps des fréquences de plus en plus élevées, jusqu’à 30 MHz pour le VDSL2. À noter que le même circuit peut être utilisé à la fois pour transmettre de la puissance et de l’information. C’est le cas de la technologie des courants porteurs en ligne qui utilise le réseau de distribution de l’électricité domestique pour transmettre des données.
Le XXe siècle a vu se développer l'utilisation de nombreux autres phénomènes pour contrôler le courant électrique qui sont très largement utilisés en électronique. Grâce à eux, il est possible de traiter le courant électrique (mais aussi les ondes électromagnétiques) comme un vecteur d'information, un signal électrique (ou électromagnétique) à l'échelle microscopique.

## Analogie avec un écoulement fluide

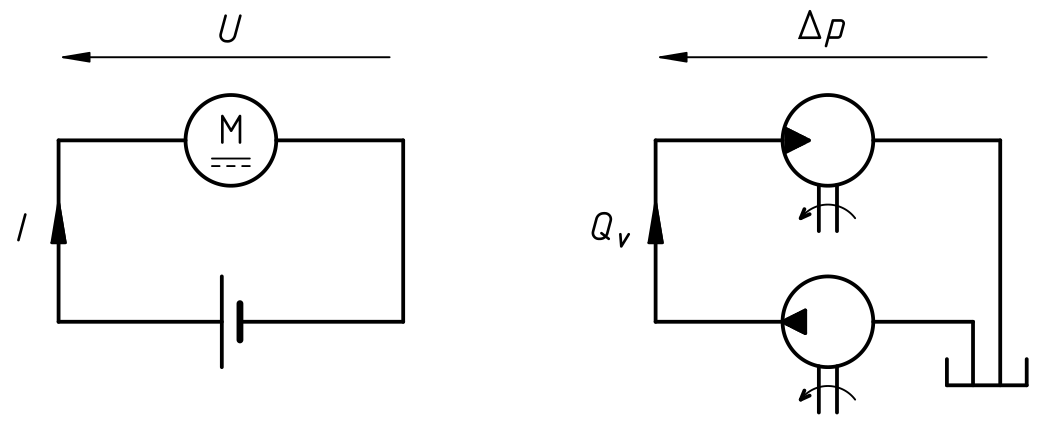
Modèle d'analogie.

Tous les vecteurs d’énergie comme les circuits hydrauliques, les courroies ou les chaines, les arbres de transmission peuvent permettre de faire des analogies avec un circuit électrique. En général, on peut comparer entre elles les grandeurs d’effort : tension électrique, pression, tension mécanique ou couple et comparer les grandeurs de flux : intensité du courant, débit, vitesse de déplacement ou fréquence de rotation. Ces analogies sont largement utilisées dans les graphe de liaisons.
Une analogie fréquemment utilisée pour illustrer les notions d'intensité du courant et de différence de potentiel est faite avec l'écoulement d'un fleuve. Celui-ci s'écoule d'amont vers aval avec une quantité d'eau bien définie et un dénivelé variable en fonction du terrain. Supposons que ce fleuve ait une largeur fixe de 20 mètres, une profondeur fixe de trois mètres et que l'eau soit au plus haut niveau, la quantité d'eau à un instant donné et dans une longueur du fleuve donnée est quantifiable (un mètre linéaire de fleuve contient 60 m3 d'eau). La quantité d'eau est l'analogue de la quantité de charge électrique.
Le dénivelé, différence d'altitude entre le point haut et le point bas du fleuve, peut être assimilé à la différence de potentiel (ou tension), le débit du fleuve à l'intensité du courant et la taille du fleuve à la section d'un câble électrique.
De la même façon que c'est le dénivelé qui met l'eau en mouvement, c'est la différence de potentiel qui met les électrons en mouvement.

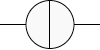
Symbole utilisé dans un schéma de circuit électrique du Générateur d'un courant constant idéal.

En résumé, l'intensité (ampère) est analogue au débit du fleuve (m3/s), la différence de potentiel (volt) étant analogue au dénivelé.

## Types de courants
- Courant continu pour la plupart des utilisations dont la source peut être, entre autres, un générateur de type pile ou batterie d'accumulateurs.
- Courant alternatif généralement sinusoïdal mais peut aussi, par exemple, être carré.

## Sens du courant électrique
Par convention, dans un circuit électrique en boucle simple et en courant continu, le courant électrique sort du générateur électrique par la borne positive (+), traverse le circuit électrique et revient au générateur par sa borne négative (-). Cette convention est dite « récepteur » (le courant circule dans le sens des potentiels décroissants, la tension et le courant sont « orientées » dans le sens contraire).
C'est ce qu'on appelle le sens conventionnel du courant électrique, il peut être différent du sens réel de déplacement des porteurs de charge.
Ainsi lorsque les porteurs de charge sont des électrons (cas le plus fréquent), ou des anions leur mouvement effectif est du - vers le +, sens de déplacement des particules chargées négativement donc attirées par le positif.
Au contraire cations et trous d'électrons se déplacent dans le sens conventionnel du courant, à savoir de la borne positive (+) vers la borne négative (-) du générateur.
Dans la convention dite « générateur », le courant circule dans le sens des potentiels croissants, la tension et le courant sont « orientées » dans le même sens.

## Grandeurs physiques

### Intensité du courant
| Ordre de grandeur | Dispositif                  |
| ----------------- | --------------------------- |
| 1 mA              | Seuil de perception         |
| 10 mA             | DEL commune                 |
| 100 mA            | Électrocution.              |
| 1 A               | Lampe à incandescence 200 W |
| 10 A              | Radiateur 2 000 W           |
| 100 A             | Démarreur automobile        |
| 1 kA              | Moteur de locomotive        |
| 10 kA             | éclair négatif              |
| 100 kA            | éclair positif              |

L’intensité du courant électrique (parfois appelée « ampérage »,, ou « courant électrique » ou simplement « courant ») est un nombre décrivant le débit de charge électrique à travers une surface donnée, notamment la section d'un fil électrique :
{\displaystyle i(t)={\dot {q}}(t)},
où :
- {\displaystyle i} : l'intensité du courant ;
- {\displaystyle q} : la charge électrique ;
- {\displaystyle t} : le temps.

Dans le Système international d'unités, l'intensité du courant se mesure en ampères, une unité de base dont le symbole normalisé est A.
Un ampère correspond à un débit de charge d'un coulomb par seconde.
L'intensité se mesure à l'aide d'un ampèremètre, qui doit être branché en série dans le circuit, ou à l'aide d'une pince ampèremétrique, qui ne nécessite pas d'ouvrir le circuit.

### Densité de courant

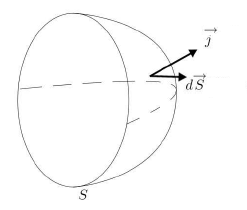
En tout point d'une surface S, se définit la densité de courant j et le vecteur surface élémentaire dS.

La densité de courant est un vecteur décrivant le courant électrique à l'échelle locale. Sa direction indique celle du déplacement des porteurs de charge (mais son sens peut être opposé pour des porteurs négatifs) et sa norme correspond à l'intensité du courant par unité de surface. Elle est reliée au courant électrique par :
{\displaystyle i=\iint _{S}{\vec {\jmath }}\cdot \mathrm {d} {\vec {S}}}
où :
- {\displaystyle i} est l'intensité du courant ;
- {\displaystyle S} est une surface ;
- {\displaystyle {\vec {\jmath }}} est le vecteur densité de courant ;
- {\displaystyle \mathrm {d} {\vec {S}}} est le vecteur surface élémentaire.

Dans le système international d'unités, la densité de courant se mesure en ampères par mètre carré (A m-2).

## Vitesse de propagation
La propagation de l'influx électrique se fait à une vitesse voisine de celle de la lumière (aux effets capacitifs près), mais ce n'est pas la vitesse des électrons qui le constituent. Ils voyagent en effet à quelques centièmes de millimètre par seconde, en fonction de l'intensité du courant et de la section du conducteur.